# Naissance en 1011
Naissance
- 1007
- 1008
- 1009
- 1010
- 1011
- 1012
- 1013
- 1014
- 1015

Cette page dresse une liste de personnalités nées au cours de l'année 1011 :
- Jōjin (en), moine Tendai.
- Ralph l'Écuyer, seigneur de Gaël en Bretagne, et comte de Norfolk et Suffolk (ou d'Est-Anglie) en Royaume d'Angleterre.
- Robert Ier de Bourgogne, également appelé Robert de France, duc de Bourgogne, comte de Charolais, de Langres et d'Auxerre.
- Rognvald Brusason, co-Jarl des Orcades.
- Shao Yong, philosophe chinois, cosmologue, poète et historien de la période de la dynastie Song.